# Anthodioctes vilhenae
Anthodioctes vilhenae är en biart som beskrevs av Urban 1999. Anthodioctes vilhenae ingår i släktet Anthodioctes och familjen buksamlarbin. Inga underarter finns listade i Catalogue of Life.